# Божурлук
Божурлу́к (болг. Божурлук) — село в Плевенській області Болгарії. Входить до складу общини Левський.

## Населення
За даними перепису населення 2011 року у селі проживали 128 осіб, усі — болгари.
Розподіл населення за віком у 2011 році:
Динаміка населення: